# Neolophonotus zulu
Neolophonotus zulu là một loài ruồi trong họ Asilidae. Neolophonotus zulu được Londt miêu tả năm 1985. Loài này phân bố ở vùng nhiệt đới châu Phi.